# Dicranomyia longicollis
Dicranomyia longicollis är en tvåvingeart som först beskrevs av Pierre Justin Marie Macquart 1846.
Dicranomyia longicollis ingår i släktet Dicranomyia och familjen småharkrankar. Inga underarter finns listade i Catalogue of Life.